# Petroica traversi
La petroica de las Chatham (Petroica traversi) es una especie de ave paseriforme de la familia Petroicidae endémica de las islas Chatham, en Nueva Zelanda. Es un pájaro de pequeño tamaño, completamente negro y sin diferencias claras entre sexos. Habita únicamente en bosques y se alimenta de invertebrados. Es un ave confiada y activa que se desplaza volando pequeñas distancias. Tiene un ciclo reproductivo lento, especialmente para un ave de su tamaño, teniendo poca descendencia y una esperanza de vida larga.
Estuvo al borde de la extinción debido a la pérdida de hábitat y a la introducción de especies invasoras, llegando a contar con solo cinco individuos en 1980, y aunque se recuperó de manera espectacular sigue en peligro. Su caso es muy conocido internacionalmente y se usa como ejemplo de conservación y recuperación exitosa de una especie. La exitosa recuperación de la especie, ha llevado a que el "Black Robin" (su nombre en inglés) se haya convertido en la imagen de numerosos productos locales, de un equipo de rubgby o de un sello.

## Taxonomía y descubrimiento
La primera noticia de esta especie es de 1871, cuando William Travers dio una conferencia en el que describía los resultados de una expedición de su hijo, Henry Travers, a las islas Chatham. Al año siguiente se formalizó la descripción de la especie bajo el nombre de Miro traversi y siendo Buller el autor de la misma, aunque Frederick Hutton había propuesto ese mismo año el de Petroica traversi. Entre estos dos ornitólogos, hubo una fuerte competencia a la hora de nombrar especies. Al final el nombre del género fue el que propuso Hutton, pero como autoridad de la especie quedó Buller. El nombre específico traversi hace referencia a su colector, Henry Travers.
No tiene descrita ninguna subespecie, algo normal dada su pequeña área de distribución. Las especies con las que se encuentra más relacionada son otras especies de petroicas neozelandesas, la petroica carbonera (Petroica macrocephala), la petroica neozelandesa (Petroica australis) y Petroica longipes.

## Descripción
Es un pequeño pájaro, que mide en torno a 15 cm y pesa entre 22 (hembras) y 25 g (machos). Su plumaje es negro por completo. Su pico, también negro, es corto y fino. Sus patas son oscuras, largas y finas, y suele adoptar una postura erguida. No existe dimorfismo sexual, aunque la hembra es de un tamaño ligeramente menor. Los juveniles son también negros en su mayor parte aunque tienen un rayado pálido en la cabeza. La única otra especie similar en las islas Chatham es la subespecie de petroica carbonera de las islas Chatham (Petroica macrocephala chathami), que es de menor tamaño y no es completamente negra.
El canto está formado por entre cinco y siete sílabas, claras, simples y sostenidas. Lo realizan los machos para marcar territorio. Las hembras cantan una parte solo en ocasiones, pero nunca el canto entero. Su reclamo es un sonoro llamado de una única nota.

## Distribución y hábitat

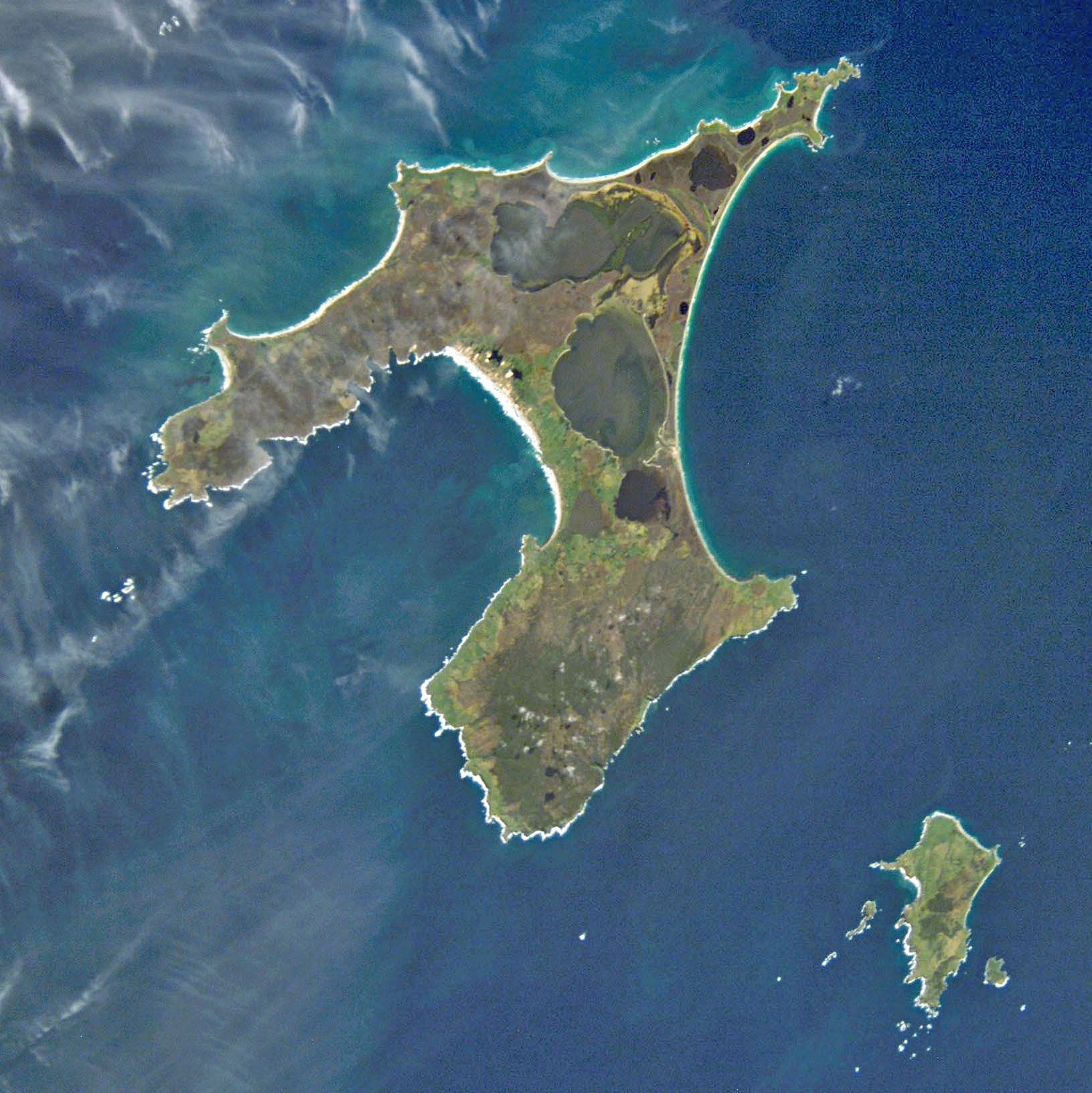
Las islas Chatham: la isla Chatham es la mayor, la isla Pitt la segunda mayor, la isla Sudeste es la pequeña al este de Pitt, y Mangere y Pequeña Mangere se encuentran al oeste de Pitt.

Su distribución original abarcaba todo el archipiélago de las islas Chatham, pero hacia 1870 su territorio se restringía a la isla Mangere y a la isla Pequeña Mangere. Su situación empeoró y quedó relegada a Pequeña Mangere. Los planes de recuperación de la especie que incluyeron traslocaciones de sus poblaciones conformaron su área de distribución actual: isla Rangatira (Isla Sudeste) e isla Mangere. Estas dos islas tienen una superficie combinada de tres kilómetros cuadrados. Más del 80% de su población actual se encuentra en la isla Rangatira.
Es una especie casi por exclusiva forestal, aunque también se puede encontrar en zonas de matorral. Habita en los estratos inferiores de los bosques. Las islas Chatham no tienen grandes relieves, por lo que esta especie se distribuye por debajo de los 280 m de altitud. Prefiere bosques con buena cobertura arbórea, sin fragmentación, de estructura vertical compleja (diversas alturas y edades), y con un sotobosque diverso en términos de especies de plantas.

## Comportamiento y ecología
Es un ave activa y alerta, desplazándose con vuelos corto y directos. No es tímida y se acerca a los humanos. Son territoriales todo el año, sobre todo en época de cría cuando los machos defienden sus territorios agresivamente. Suelen mantener el mismo territorio y la misma pareja año tras año. Los juveniles, una vez que ya son independientes, son expulsados del territorio de sus padres.
Es una especie insectívora. Caza invertebrados que componen casi por completo su dieta: orugas, arañas, escarabajos, wetas, áfidos, etc. Se alimenta en el suelo, buscando entre la hojarasca, por lo general saltando mientras lo hacen y raramente en vuelo. Si caza presas de gran tamaño, como las wetas, primero las golpeará contra objetos sólidos para quitarles las patas.
Su esperanza de vida se estima en unos cuatro años, aunque un ejemplar llegó a vivir catorce. Uno de los ejemplares de mayor longevidad de los que se tiene constancia, 12 años, fue la hembra de la que toda la población actual de petroica de las islas Chatham desciende. Los machos viven de media un poco más que las hembras.

### Reproducción
Su madurez sexual llega a los dos años, aunque algunos son capaces de empezar a criar con un año y pueden seguir haciéndolo hasta edades muy avanzadas. Pone una puesta al año, aunque en ocasiones pueden llegar a sacar adelante dos. En junio los machos comienza a cantar, y en septiembre comienza a dar comida a la hembra como parte del cortejo. La hembra normalmente comienza construir entre dos y tres nidos, aunque solo termina uno. Suelen construirlos en agujeros poco profundos, tocones podridos, enredaderas, o ramas huecas a unos 2 metros del suelo. Ponen los huevos entre octubre y noviembre, pero si pierden la puesta, pueden llegar a poner hasta tres; esta característica fue usada para lograr la recuperación de la especie. Las puestas son de entre uno y tres huevos, normalmente dos. Los huevos miden 22 x 17 mm, y son de color crema con puntos y manchas marrón purpúreo. La hembra incuba los huevos entre 17 y 19 días. Los dos padres se encargan de alimentar a los pollos. Los pollos tardan 20-23 días en salir del nido, pero seguirán siendo alimentados por sus padres por un tiempo.
Tienen poco éxito reproductivo debido al alto grado de endogamia en sus poblaciones, y a la gran inversión que ponen en sus descendencia (estratega de la K): puestas pequeñas, ciclo de cría largo y con un clima que genera una temporada de cría corta.

## Conservación

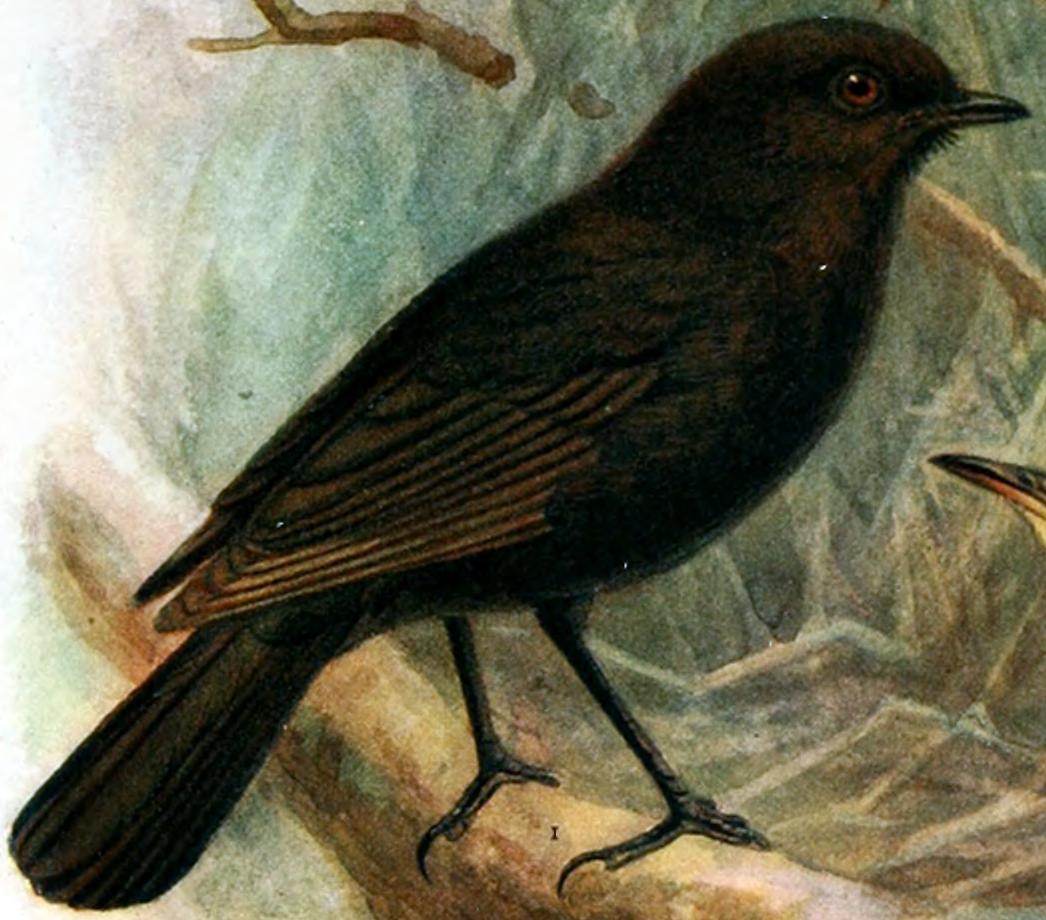
Ilustración de John Gerrard Keulemans.

La petroica de las Chatham cuenta con una serie de características que la hacen especialmente sensible y vulnerable a las amenazas a las que se enfrenta y se enfrentó. Primero, es un especialista forestal, que tolera muy mal cambios en su hábitat y que no puede sobrevivir fuera de los bosques. Además, tiene una capacidad de dispersión muy reducida, lo que dificulta su colonización de fragmentos de hábitat adecuado. Por último, tiene una estrategia reproductiva que produce pocos descendientes. Todo esto combinado con una serie de fuertes impactos históricos a sus poblaciones (pérdida de hábitat e introducción de especies invasoras) llevó a la especie al borde de la extinción en la década de 1980, y aún en la actualidad se encuentra amenazada.
La llegada de los colonos europeos a las islas donde habitaba, acarreó la introducción de ratas y gatos a sus ecosistemas. Estos depredadores acabaron rápidamente con las poblaciones de esta especie, y en la década de 1870 ya solo quedaban en las islas de Mangere y Pequeña Mangere. La situación empeoró hacia 1880 cuando también desaparecieron de Mangere. La pérdida de hábitat que supuso la quema de los bosques y su transformación en áreas de cultivo, también ayudó a su declive. Se pensó que se había extinguido, junto con otras especies endémicas de las islas Chatham, hasta que en 1938 se redescubrió una población de entre 20 y 35 individuos en la isla Pequeña Mangere.
En 1972 se registraron 18 individuos en la isla Pequeña Mangere. En 1976 quedaban únicamente 7 individuos en la isla, su hábitat forestal se estaba degradando y se decidió trasladarlos a la isla Mangere, donde se había llevado a cabo un extenso programa de reforestación. A pesar de ello, en 1980 llegó a contar únicamente con cinco ejemplares, tres machos y dos hembras, de las cuales solo una era fértil. Se llevó a cabo un plan de gestión de la especie muy intensivo, que resultó muy efectivo. De estar abocada a la extinción, poco a poco se fue recuperando, llegando en 1998 a estimar su población en 197 ejemplares maduros. El censo de 2007, estimó la población en 180 individuos; lo que hizo temer un descenso de la población, pero se debió a problemas con la metodología del estudio. El censo de 2011 dio como resultado una población estimada de 230 individuos.
El plan de recuperación incluyó el traslado de las poblaciones de Pequeña Mangere a Mangere y el programa de reforestación, ya mencionados. Después, a principios de los 80, cuando los programas de recuperación ya habían mostrado ser muy efectivos, se llevaron algunos ejemplares a la isla Sudeste. El principal pilar de la recuperación fue el traslado de las puestas de Petroica traversi a nidos de otras especies para que los cuidaran y sacaran adelante. El primer año en el que se probó esta medida, en 1980, se probó en nidos de gerigón de las Chatham (Gerygone albofrontata), pero no dio resultado. Al año siguiente, 1981, se pasaron los huevos a nidos de petroica carbonera (Petroica macrocephala) y fue un éxito. Se retiraban la primera y a menudo la segunda puesta de P. traversi de sus nidos, y se llevaban los huevos a nidos de P. macrocephala, a los que se les quitaba sus huevos para que incubaran y criaran los de P. traversi. Uno de los principales problemas que este método conllevaba es que en aquel momento no existían petroicas carboneras en Mangere, y tenían que mover los huevos, y después los pollos entre Mangere y la isla Sudeste. Un par de años después, con los números de petroicas aumentando de manera constante, se reintrodujo la especie en la isla Sudeste.
El manejo intensivo de la especie terminó en 1989, pero sus poblaciones siguen siendo monitoreadas anualmente. Además, los programas de reforestación siguen en marcha y hay fuertes medidas de cuarentena para evitar la entrada a las islas de depredadores y patógenos. En el futuro se espera poder reintroducir la especie en las islas Pitt, Chatham y Pequeña Mangere, aunque todas ellas presentan retos, como la presencia de roedores en las dos primeras (que ya frustraron un intento de reintroducción en Pitt) y el difícil acceso y reducido tamaño de Pequeña Mangere.

### Amenazas actuales
Actualmente, la especie sigue encontrándose amenazada dada su limitada área de distribución y su pequeña población, que la hacen muy vulnerable a un amplio espectro de amenazas. Una de las principales amenazas a la supervivencia de esta especie es la invasión de depredadores mamíferos en sus islas, principalmente gatos y ratas, pero también ratones y cerdos. La competencia con otras aves, como el introducido estornino común o el nativo rascón weka es una amenaza seria, ya que, por ejemplo, los estorninos atacan frecuentemente los nidos de la petroica y se alimentan de sus pollos. Además, uno de los principales problemas de contar con una población tan escasa y concentrada geográficamente es que la hacen muy vulnerable a sucesos estocásticos, como por ejemplo la pérdida de hábitat a causa de los incendios forestales o tormentas muy fuertes.
A nivel genético, el que durante mucho tiempo su población haya tenido un tamaño muy pequeño y de que toda la población actual provenga de una única hembra parecían plantear un problema a su supervivencia (cuello de botella), pero parece que a pesar del empobrecimiento genético, la especie es viable en este sentido. Aunque ha habido casos de hibridación con la petroica carbonera de las Chatham (Petroica macrocephala chathamensis), su incidencia ha sido escasa y no se considera un riesgo para la especie. También preocupa que su poca variabilidad genética la haga muy vulnerable frente a enfermedades que se introduzcan en las islas Chatham.